# Ophryotrocha adherens
Ophryotrocha adherens är en ringmaskart som beskrevs av Paavo, Bailey-Brock och Akesson 2000. Ophryotrocha adherens ingår i släktet Ophryotrocha och familjen Dorvilleidae. Inga underarter finns listade i Catalogue of Life.